# Bezmíř
Bezmíř (německy Besmirsch) je malá vesnice, část obce Vojkov v okrese Benešov. V roce 2009 zde bylo evidováno 24 adres. Bezmíř je také název katastrálního území o rozloze 8,96 km². V katastrálním území Bezmíř leží i Křenovice, Lhotka, Voračice a Zahrádka.

## Historie
První písemná zmínka o vesnici pochází z roku 1416.
Kritik a spisovatel František Kovárna si nechal v Bezmíři koncem třicátých let postavit rodinný dům podle návrhu architekta Karla Honzíka. Svému kraji pak věnoval sbírku lyrických próz − Bezmíř (1940).

## Přírodní poměry
Na severní hranici katastrálního území Bezmíř leží přírodní památka Minartice.

## Pamětihodnosti
- Zemědělský dvůr čp. 3 a tvrziště se sklepem
- Venkovský dům Františka Kovárny čp. 6 (navrhl Karel Honzík 1939)